# Contarinia alloteropsidis
Contarinia alloteropsidis är en tvåvingeart som beskrevs av Harris 1979. Contarinia alloteropsidis ingår i släktet Contarinia och familjen gallmyggor. Inga underarter finns listade i Catalogue of Life.